# Torony
Torony − wieś na Węgrzech, w komitacie Vas. W 2009 roku liczyła 1942 mieszkańców.